# Cyathea roraimensis
Cyathea roraimensis är en ormbunkeart som först beskrevs av Karel Domin, och fick sitt nu gällande namn av Karel Domin. Cyathea roraimensis ingår i släktet Cyathea och familjen Cyatheaceae. Inga underarter finns listade.